# Arenagruppen
Arenagruppen är en ideell förening som samlar flera olika opinionsbildande verksamheter. På den egna hemsidan presenterar sig gruppen som progressiv men partipolitiskt obunden och skriver att man samarbetar med folkrörelser och medborgare för att stimulera en framtidsinriktad samhällsdebatt. Branschorganisationen Sveriges Tidskrifter angav 2015 att gruppen hade ett vänsterperspektiv. Arenagruppen ger ut webbtidningen Dagens Arena samt driver Bokförlaget Atlas, Arena Skolinformation, kommunikationsbolaget Arena Opinion och tankesmedjan Arena Idé. Arenagruppen har också kurser i aktuella samhällsfrågor genom det så kallade Arenauniversitetet. Arenagruppen har tidigare gett ut tidskriften Arena (fram till 2017). 
Verkställande direktör för Arenagruppen är Håkan A. Bengtsson.

## Verksamheter
Bland utgivningsverksamheter som företagits av Arenagruppen kan nämnas:
- Arena, utgiven 1993–2017.
- Dagens Arena, webbtidning grundad 2007.[6]
- Media i Fokus, övertogs 1997[7], upphörde 2006.
- OmVärlden, produktionen övertogs 2010 och upphörde 2014.[8]
- Arena Essä, underavdelning till Dagens Arena lanserad 2018.[9]